# 出流町
出流町（いずるまち）は、栃木県栃木市の地名。郵便番号は328-0206。
　

## 地理
寺尾地区北部に位置し、東は鹿沼市下永野、西は佐野市仙波町、南は鍋山町 、北は鹿沼市上永野と接している。
古くは隣の佐野市仙波町などとともに対馬府中藩 （現在の対馬市厳原）の領地（飛び地）であった。

## 世帯数と人口
2017年（平成29年）8月31日現在の世帯数と人口は以下の通りである。
| 町丁   | 世帯数 | 人口 |
| ------ | ------ | ---- |
| 出流町 | 40世帯 | 94人 |

## 施設
観光
- 出流ふれあいの森

宿泊
- 出流山信徒会館

寺社
- 出流山満願寺

## 交通

### バス
栃木市営バス
■出流観音線
- 羽鶴 - 出流工場 - 出流橋 - 出流中央 - 出流観音

## 小・中学校の学区
市立小・中学校に通う場合、学区は以下の通りとなる。
| 番地 | 小学校             | 中学校             |
| ---- | ------------------ | ------------------ |
| 全域 | 栃木市立寺尾小学校 | 栃木市立寺尾中学校 |